# Scutellaria microphylla
Scutellaria microphylla là một loài thực vật có hoa trong họ Hoa môi. Loài này được Moc. & Sessé ex Benth. miêu tả khoa học đầu tiên năm 1832.